# Старые Черницы
Ста́рые Че́рницы (фин. Sernitsa) — деревня в Гатчинском муниципальном округе Ленинградской области.

## История
На карте Ингерманландии А. И. Бергенгейма, составленной по материалам 1676 года, упомянута деревня Sernitsa.
Деревня Серница обозначена на «Географическом чертеже Ижорской земли» Адриана Шонбека 1705 года.
Деревня являлась вотчиной императрицы Марии Фёдоровны, из которой в 1806—1807 годах были выставлены ратники Императорского батальона милиции.
Две смежные деревни под общим названием Черница, из 6 и 22 дворов, упоминаются на «Топографической карте окрестностей Санкт-Петербурга» Ф. Ф. Шуберта 1831 года.

ЧЕРНИЦЫ — деревня принадлежит ведомству Гатчинского городового правления, число жителей по ревизии: 55 м. п., 57 ж. п. (1838 год)

Согласно карте Ф. Ф. Шуберта 1844 года, деревня называлась Серница и насчитывала 20 крестьянских дворов.
На этнографической карте Санкт-Петербургской губернии. П. И. Кёппена 1849 года она обозначена как деревня «Zernitz», расположенная в ареале расселения савакотов. В пояснительном тексте к этнографической карте она записана как деревня Zernitz (Черницы) и указано количество её жителей на 1848 год: савакотов — 83 м. п., 83 ж. п., всего 166 человек.

ЧЕРНИЦЫ — деревня Гатчинского дворцового правления, по почтовому тракту, число дворов — 21, число душ — 65 м. п. (1856 год)

Согласно «Топографической карте частей Санкт-Петербургской и Выборгской губерний» в 1860 году деревня Черницы состояла из 28 дворов.

ЧЕРНИЦЫ — деревня удельная при колодце, число дворов — 26, число жителей: 57 м. п., 99 ж. п. (1862 год)

Согласно карте 1879 года деревня Черницы состояла из 24 крестьянских дворов, в ней находились: харчевня, будка и кабак.
В конце XIX века в окрестностях деревни располагались Черницкие каменоломни, где добывали черницкий камень, использовавшийся для отделки многих зданий и сооружений в Гатчине.

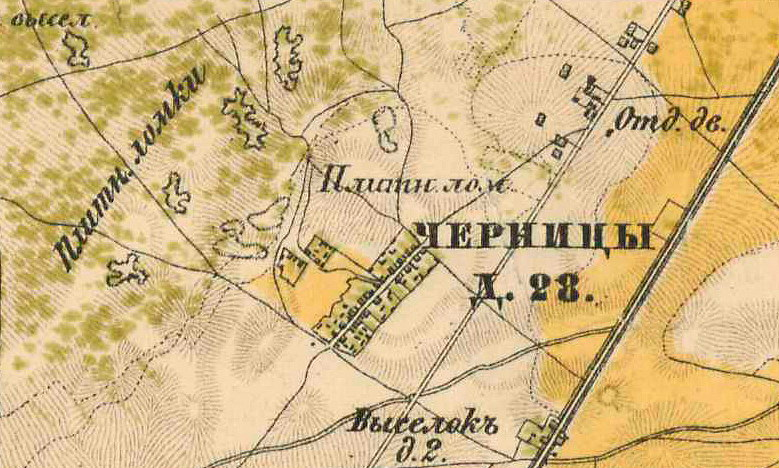
План деревни Черницы. 1885 год

В 1885 году деревня насчитывала 28 дворов.
В 1898 году в деревне открылась школа. Учителем в ней работал Й. Сарвали.
В конце XIX — начале XX века деревня административно относилась к Гатчинской волости 2-го стана Царскосельского уезда Санкт-Петербургской губернии. Население деревни было однородным — финским.
К 1913 году количество дворов увеличилось до 35.
В 1926 году был организован Черницкий финский национальный сельсовет, население которого составляли: финны — 1128, русские — 256, другие нац. меньшинства — 440 человек. Согласно данным переписи населения СССР 1926 года в деревне Черницы Большие Черницкого сельсовета Троцкой волости Троцкого уезда проживали 187 человек — 180 финнов и 7 русских; в деревне Черницы Малые — 18 человек, все финны.
В 1928 году население деревни Большие Черницы составляло 205 человек.
По данным 1933 года в состав Черницкого финского национального сельсовета Красногвардейского района входили 16 населённых пунктов: деревни Вокколово, Большая Вопша, Малая Вопша, Кивиярви, Большое Корсталово, Малое Корсталово, Кунтолово, Курема, Лядино, Рябизи, Салузи, Большое Тяглино, Новое Тяглино, Большие Черницы, Малые Черницы и посёлок Октябрьский, общей численностью населения 2003 человека. Административным центром сельсовета являлась деревня Курема (располагалась южнее и смежно с деревней Большое Тяглино).
По данным 1936 года в состав Черницкого сельсовета входили 15 населённых пунктов, 417 хозяйств и 9 колхозов. Центром сельсовета была деревня Черницы.
Весной 1939 года Черницкий национальный сельсовет был ликвидирован. С 1939 года, в составе Никольского сельсовета.
С 1 января 1952 года деревня называется Старые Черницы.
В 1958 году население деревни Старые Черницы составляло 119 человек.
По данным 1966 года деревня Старые Черницы входила в состав Никольского сельсовета.
По данным 1973 и 1990 годов деревня Старые Черницы входила в состав Большеколпанского сельсовета.
В 1997 году в деревне проживали 23 человека, в 2002 году — 34 человека (русские — 70%), в 2007 году — 26.

## География
Деревня расположена в северо-западной части района близ автодороги Р23 «Псков» (E 95, Санкт-Петербург — граница с Беларусью).
Расстояние до административного центра поселения, деревни Большие Колпаны — 6 км.
Расстояние до ближайшей железнодорожной станции Гатчина-Балтийская — 6,5 км.

## Демография
| 1862 | 2007 | 2010 | 2011 | 2012 | 2017 |
| ---- | ---- | ---- | ---- | ---- | ---- |
| 156  | ↘26  | ↗33  | ↘29  | →29  | ↗37  |

### Национальный состав
Согласно данным Всероссийской переписи населения 2021 года в деревне проживали 68 человек, из них:
 русские — 63, чуваши — 3, узбеки — 1, финны — 1 человек.

## Предприятия и организации
В деревне расположено садоводство «Старые Черницы»
, в нём 188 участков общей площадью 21 га.

## Известные уроженцы
- Юхо Лайтинен (1913—1992) — журналист, главный редактор газеты Karjalan Sanomat[36]